# Центральна дослідна ферма
Центральна дослідна ферма (ЦЕФ, англ. CEF), широко відома просто як Дослідна ферма, є агрокультурним об'єктом, робочою фермою та дослідницьким центром науково-технічного відділу, раніше Дослідницького відділу сільського господарства та агропродовольчого господарства Канади. Як видно з назви, ця ферма має центральне розміщення в країні, а саме в місті Оттаві, Онтаріо, Канада. Ферма з агрономічними дослідними ділянками площею 4 км² є національним історичним об'єктом Канади, більшість її будівель охороняються та зберігаються як будівлі спадщини.
Спочатку ЦЕФ мала на меті наукові дослідження для вдосконалення агротехнічних методів та врожайності. Все ще зберігаючи значення дослідного центру, ферма завдяки своїй парковій атмосфері стала важливим місцем відпочинку та освіти для жителів Оттави. Крім того, протягом багатьох років на власність ЦЕФ посягало кілька інших відомств та агенцій, таких як Природні ресурси Канади, Міністерство оборони (HMCS Carleton на озері Доу) і Державна лікарня Оттави (для вертолітного майданчика).
ЦЕФ межує з каналом Рідо (який також є національним історичним місцем) на сході, вулицею Принс-Вейлз-драйв на південному сході, Бейслайн-роуд на півдні, Мерівейл і Фішер-роуд на заході та Карлінг-авеню на півночі.

## Історія

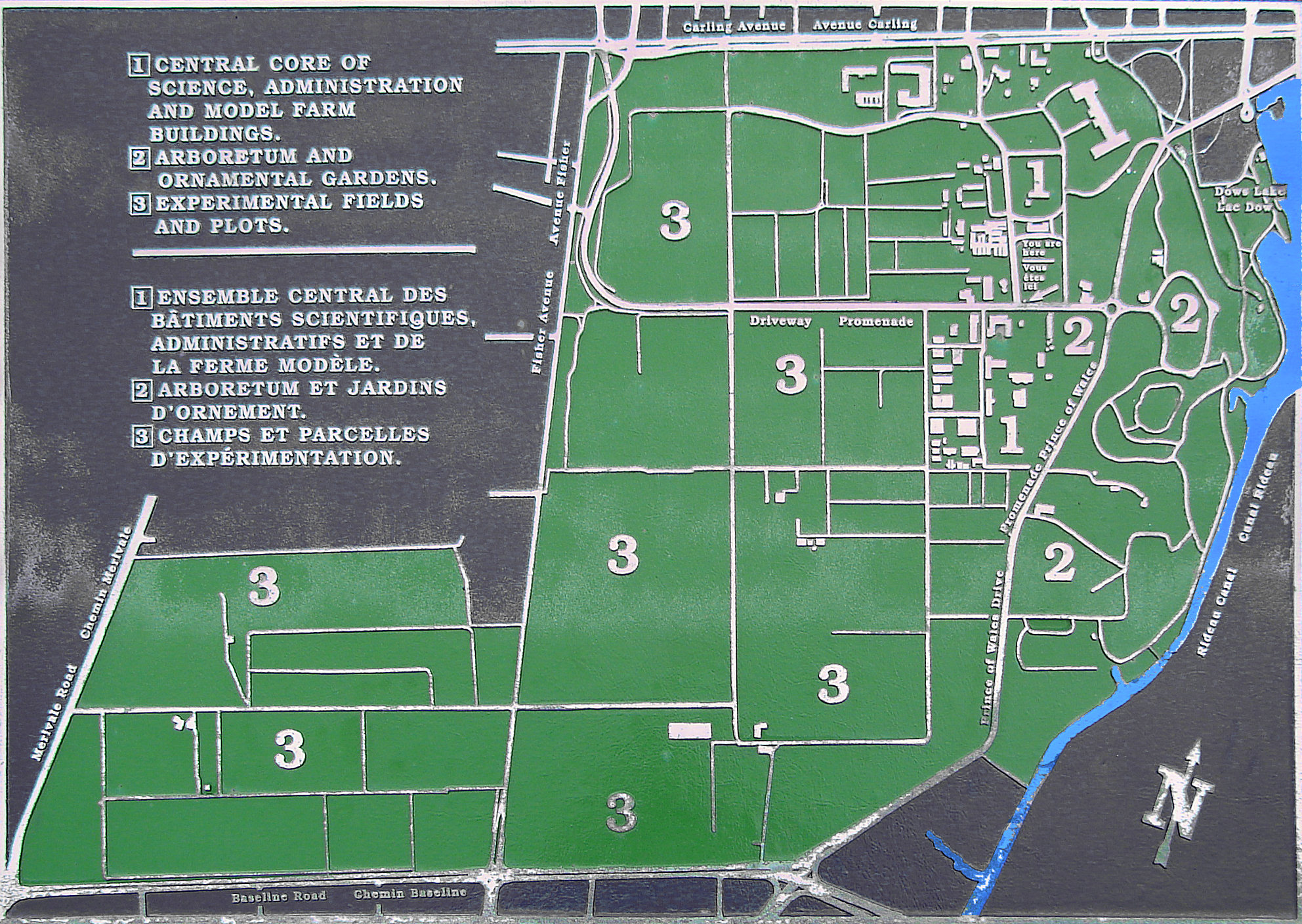
Оглядова мапа ЦЕФ

Вікторіанська епоха була часом великого інтересу до розвитку природничих наук, і багато націй побудували зоопарки, обсерваторії, ботанічні сади та дослідні ферми. Канада наслідувала їх приклад і завдяки лобіюванню Джона Карлінга, міністра сільського господарства, і Вільяма Сондерса, першого директора дослідницького відділення, у 1886 році набув чинності «Закон щодо дослідних станцій». Земля, що належала місцевим фермерам Оттави, включаючи Джона Малліґана (1799—1886), була продана уряду для створення дослідної ферми. ЦЕФ розпочалася із 188 гектарів, обраних через близькість до Парламентського пагорба, але (на той час) за межами міста. Протягом кількох наступних років місцевість була підготовлена шляхом благоустрою землі, будівництва об'єктів, насадження дендропарку та лісосмуги. Ранні дослідницькі проєкти були зосереджені лише на ентомології, ботаніці та садівництві.
Головні архітектори Домініону спроектували ряд видатних громадських будівель у Канаді, включаючи будівлі ЦЕФ: Томас Сітон Скотт (1871—1881); Томас Фуллер (1880—1897); Девід Юарт (1897—1914); Едґар Льюїс Горвуд (1914—1918); Річард Котсман Райт (1918—1927); Томас В. Фуллер (1927—1936), Чарльз Д. Сатерленд (1936—1947); Джозеф Чарлз Ґюстав Бро (1947—1952) Томас Сітон Скотт і Томас Фуллер прийняли неоготичний стиль . Девід Юарт прийняв шотландський баронський стиль.

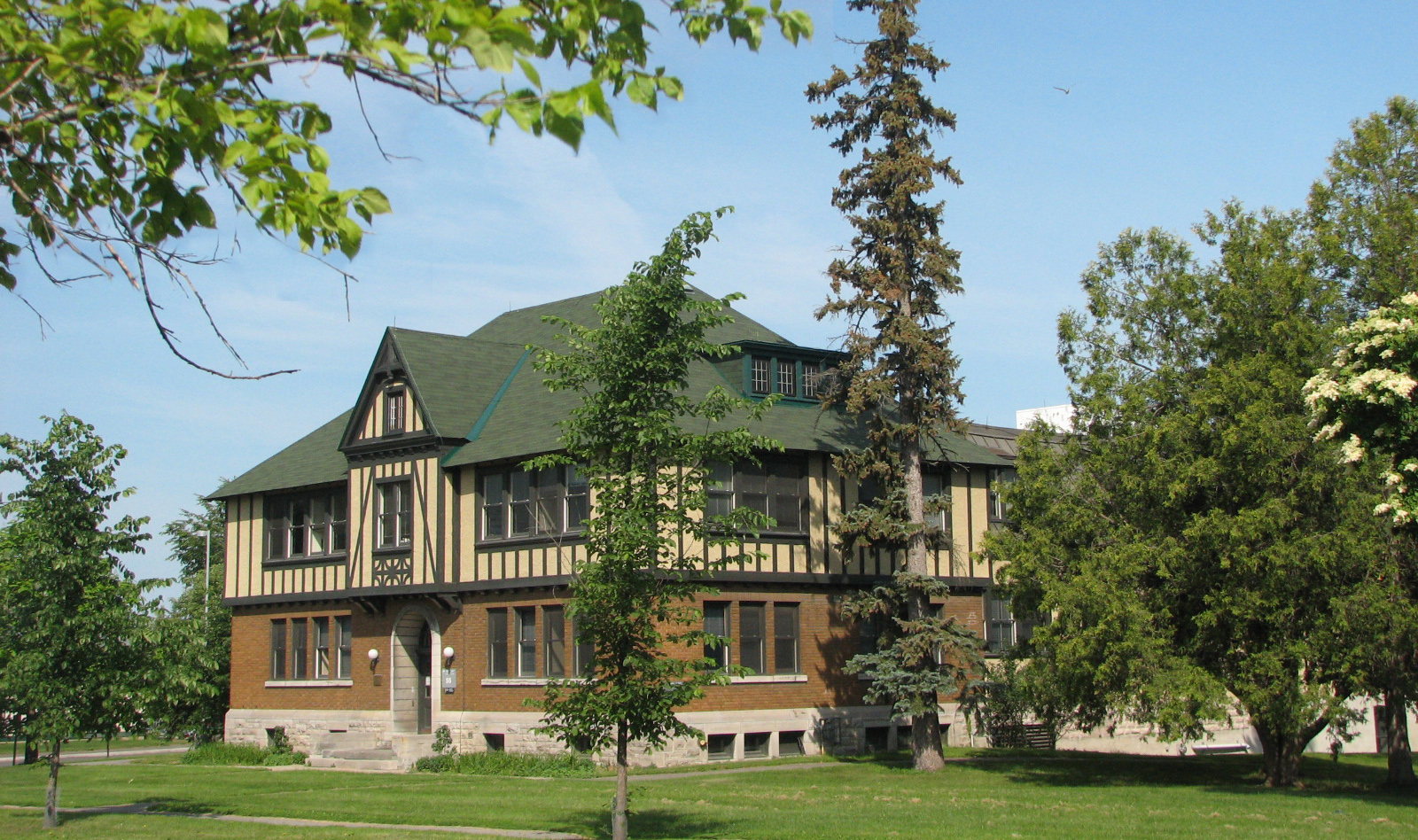
Історична будівля № 55 на ЦЕФ

У 1887-8 роках головний архітектор домініону Томас Фуллер спроектував музей, лабораторії, стодолу, стайню та житлові блоки для персоналу на Принс-Вейлз-драйв. У 1887 році Чарльз Ф. Кокс розробив місце та дизайн господарських будівель. У 1887—1888 роках підрядник Вільям Джон Беккет виконував обов'язки бригадира при будівництві резиденцій, офісів і стодол.

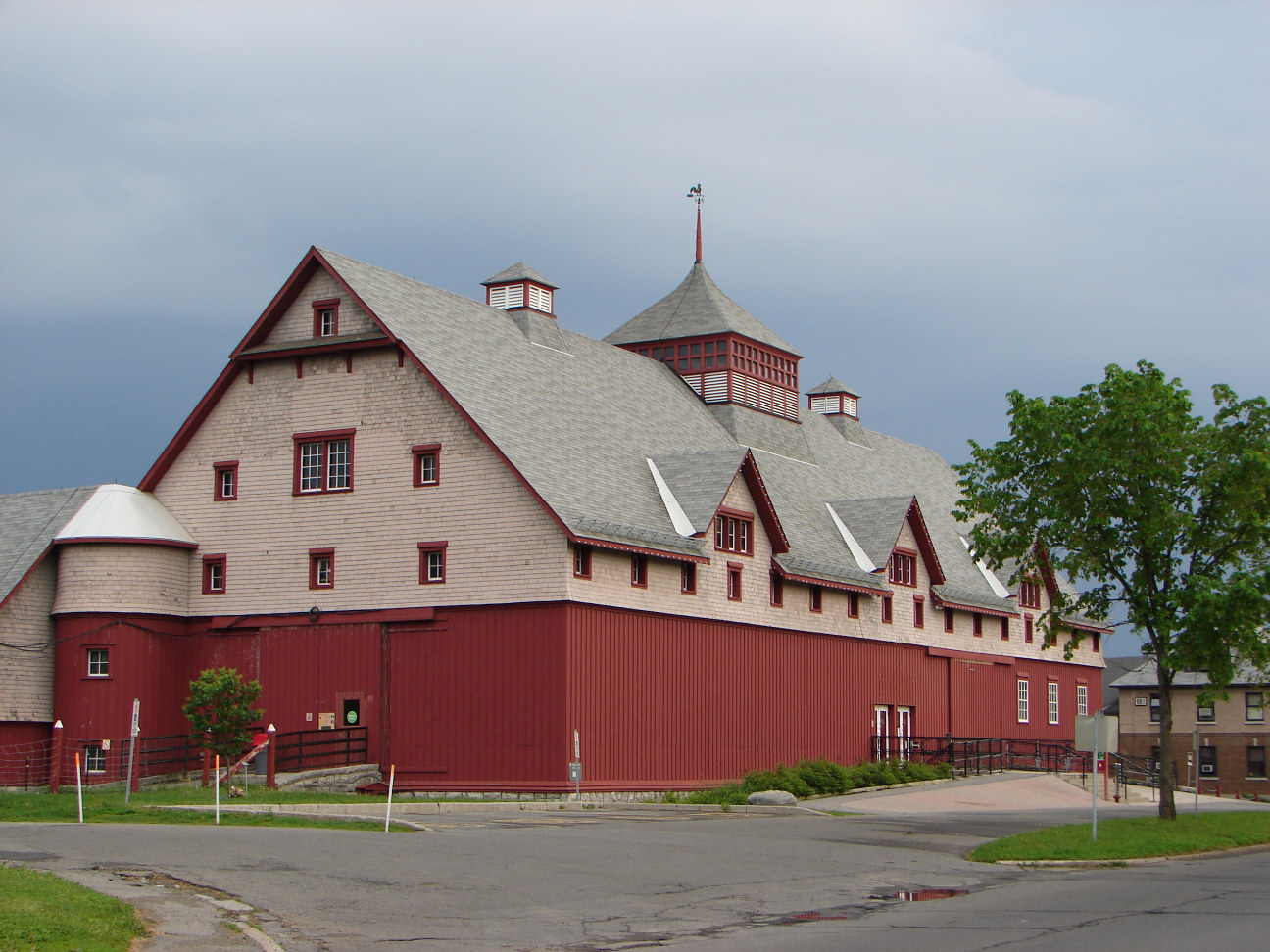
Сільськогосподарський музей ЦЕФ

У 1889 році до тематики ЦЕФ було введене тваринництво.
Головний архітектор Домініону Девід Юарт спроектував обсерваторію Домініону на Карлінґ-авеню в 1902 році; резиденцію головного астронома, в 1909 р.; і будинок геодезичних вимірювань, у 1914 р. Головний архітектор домініону Едгар Льюїс Горвуд спроєктував зерновий і корпус луківництва, 1915–16; сільськогосподарський корпус, 1915 р.; будівля діловодства, 1937 р. Головний архітектор Домініону Річард Коцман Райт спроєктував ряд будівель, включно з: офісною будівлею птахівництва, 1920; будинком ботанічної лабораторії, 1924–25.

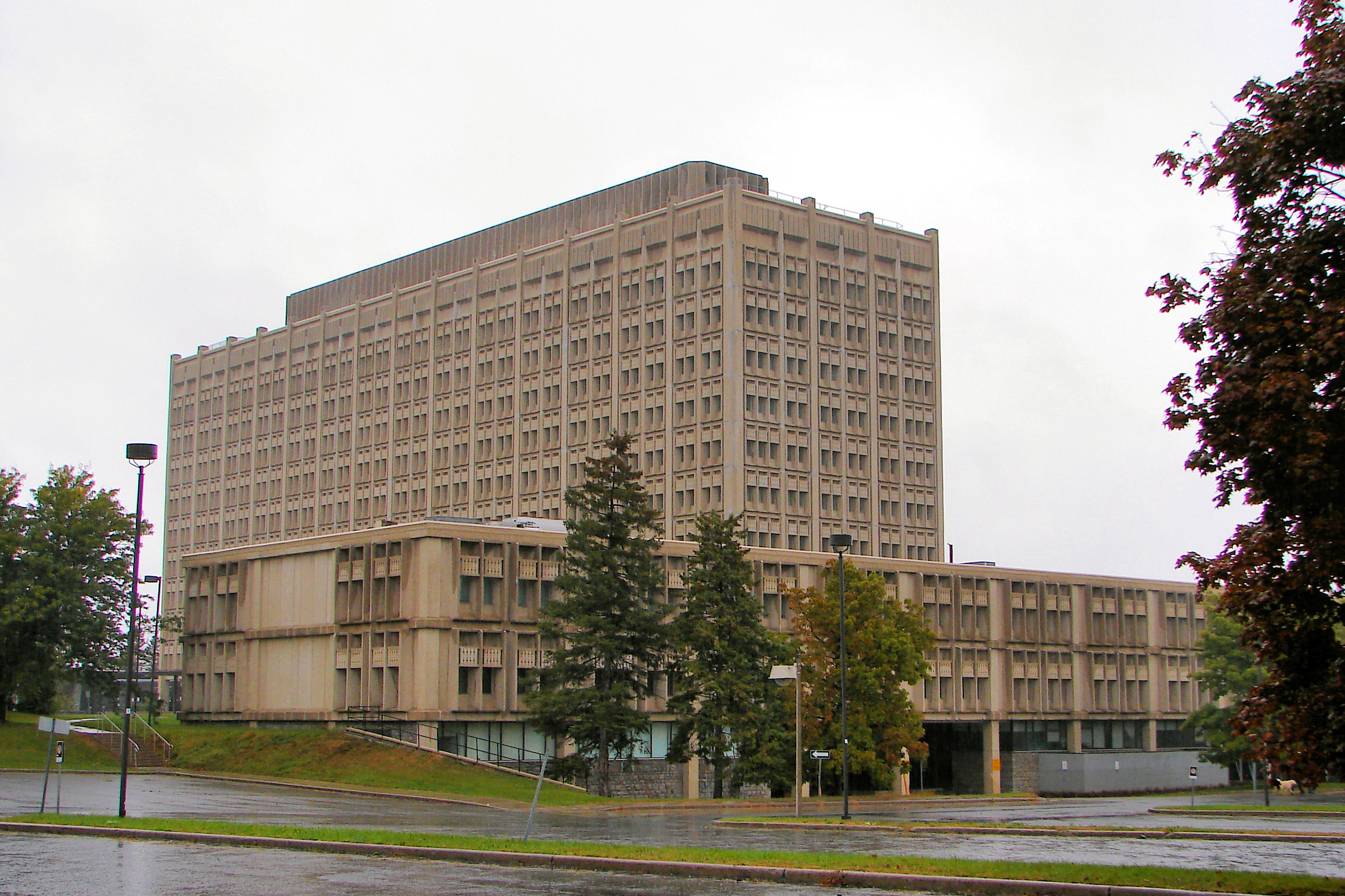
Будівля сера Джона Карлінґа

В 1934 році Джон Бетьюн Ропер спроектував адміністративну будівлю на Карлінґ-авеню. В 1935 р. Вільям Джеймс Ейбра спроектував біологічну будівлю.

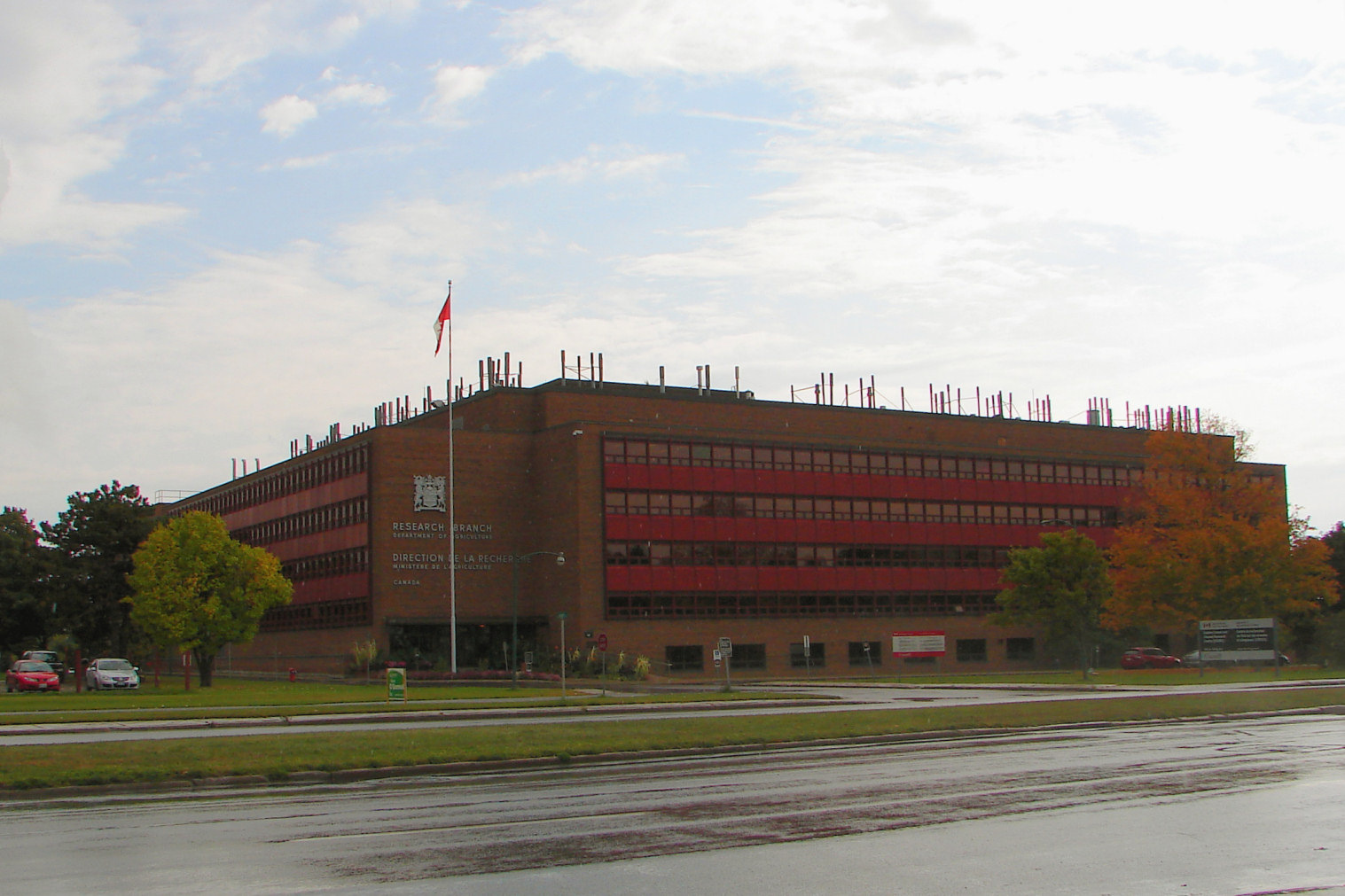
будівля Нітбі

З роками масштаби досліджень зростали і змінювалися, що викликало необхідність збільшення земель і будівель господарства. Будинок садівника та резиденції для персоналу були знесені до 1930-х років (вони більше не були потрібні, оскільки місто розрослося навколо ферми), лісова смуга поступово зникла, були побудовані нові, більші централізовані споруди, починаючи з будинку Саундерса в 1935 році, а потім біля будівлі Нітбі, геофізичної лабораторії, корпусу лабораторних служб і будівлі Карлінґ.
У 1940-47 роках будинок № 136 працював як високочастотна морська пеленгувальна радіостанція, яка часто перехоплювала ворожі передачі. 1 травня 1993 року NOAC і Королівська канадська військово-морська асоціація Оттави встановили меморіал, присвячений ветеранам військово-морських сил і тим, хто служив на цій станції, яка забезпечувала зв'язок під час Другої світової війни між штабом канадських військово-морських сил і кораблями на морі, союзними військово-морськими штабами та оперативними морськими штабами.
У 1970-х роках ЦЕФ була місцем широкомасштабного вирощування канабісу, тонни врожаю якого збирали з шестиметрових рослин. Цей експеримент мав на меті дати канадським вченим надійні дані і відповіді для уточнення проміжного звіту комісії Ле Дена. Ділянка наркотичних конопель була поблизу вулиці Еш-лейн, завдяки чому вулицю стали кликати «Гаш-лейн»; підсилені заходами секретності навколо проекту, чутки про наркотичну ділянку стали місцевою легендою серед молоді району.
У 1983 році в колишній молочній стайні створено сільськогосподарський музей.
Федеральне відомство з визначення спадщини визнало або зарахувало ряд будівель ЦЕФ до Реєстру об'єктів спадщини уряду Канади між 1984—1997 роками. Корпус зернових № 76 був класифікований у 1984 році. Меморіальний музей Вікторії був класифікований у 1986 році. Будинок № 88 головної молочної стайні був класифікований у 1987 році. У 1988 році були визнані ботанічна лабораторія / будинок садівництва № 74 і павільйон вівчарства / мала молочна стайня № 95. Будинок харчування № 59 був визнаний у 1992 році. У 1993 році був визнаний будинок спадщини, буд. № 60. будівля Вільяма Сондерса № 49 була визнана в 1994 році. 1995 р. будинок спадщини, буд.№ 54; було визнано будинок К. В. Нітбі № 20 та головний свинарник, будинок № 91. У 1996 році було визнано головний тепличний комплекс, будинок № 50. У 1997 році було визнано ряд будівель: ARC Biotech, корпус № 34; теслярський сарай, буд. № 98; корпус зернових культур № 75; Корпус молочної технології № 57; інженерно-дослідний корпус № 94; будинок садівництва № 55; Корпус лабораторій № 22; гончарний сарай, буд. № 77; та службовий корпус № 56.
ЦЕФ загалом була визнана національним історичним місцем у 1998 році.
У 2003 році Служба громадських робіт і державних послуг Канади купила у Nortel Networks офісний комплекс Skyline на розі Мерівейл і Бейслайн-роуд. Комплекс було перейменовано на «NHCAP» (= Національний штаб-комплекс сільськогосподарського портфоліо). Головні офіси Agriculture and Agri-Food Canada були перенесені на цей об'єкт із будівлі Сера Джона Карлінґа, яка була знесена 13 липня 2014 року .
До її ліквідації 29 вересня 2006 року урядом Гарпера в CEF розміщувалася Канадська рада з агропродовольчих досліджень.

## Особливості
Основні об'єкти

- Обсерваторія Домініону

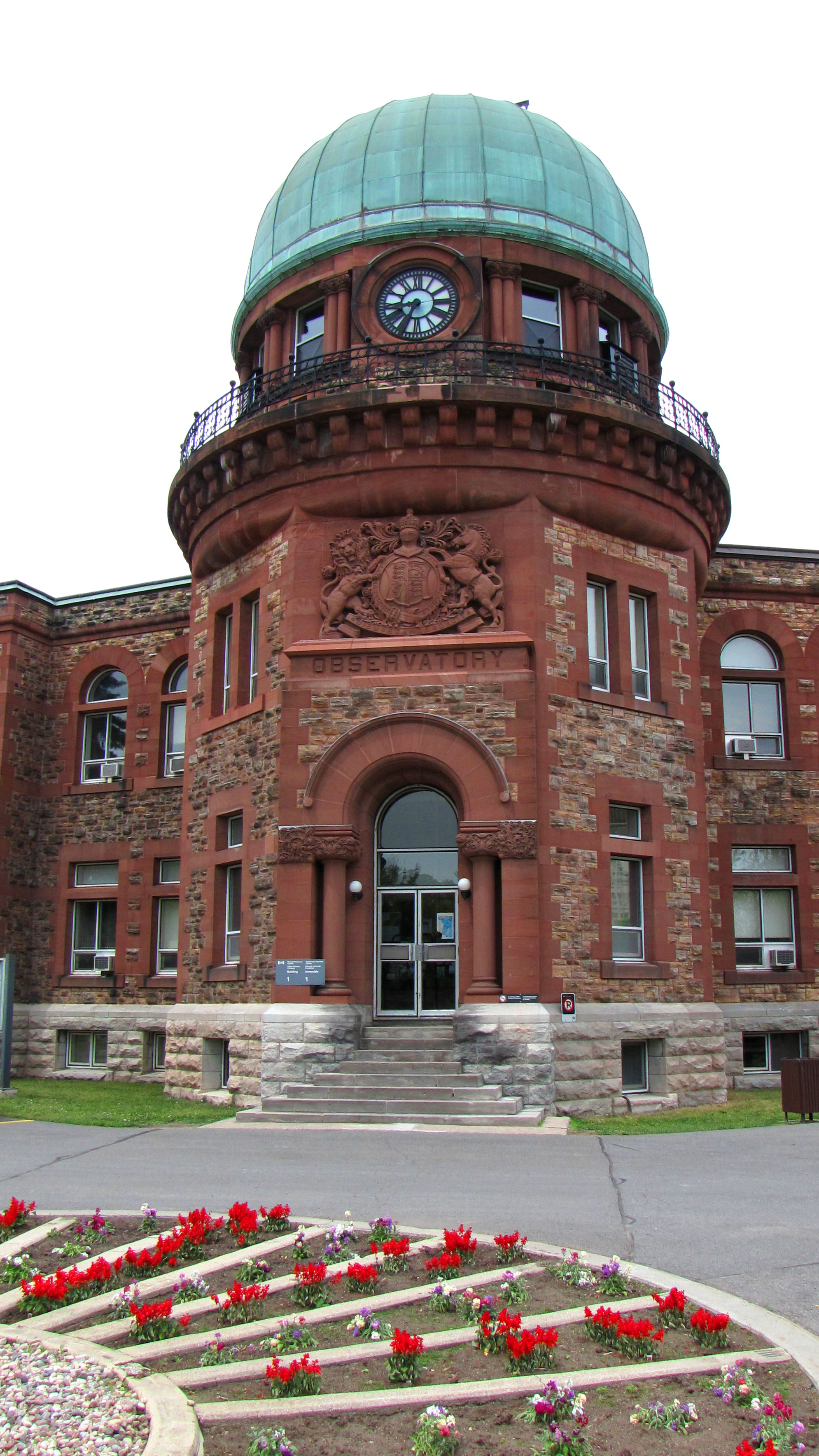
Обсерваторія Домініону, корпус № 1

- Музей сільського господарства Канади
- Дендропарк Домініону
- Декоративні сади, що складаються з:
  - колекція багаторічникків
  - альпінарій
  - розарій
  - сад однорічних рослин
  - меморіальний сад Макуна
  - колекція живоплотів
- Сад дикої природи Флетчера

Відомі офісні та науково-дослідні будівлі

- Будівля сера Джона Карлінґа (знесена в 2014 році)
- Центр досліджень і розробок Оттави, колишній Східний дослідницький центр зернових та олійних культур (ECORC) / Будинок К. В. Нітбі
- Будинок Скайлайн, 1341 Baseline Road.
- Canadian 4-H Council і Canadian 4-H Foundation

Бібліографія
- Saunders / Macoun, William / William Tyrrell (11 січня 2010), Catalogue Of The Trees And Shrubs In The Arboretum And Botanic Garden At The Central Experimental Farm, Ottawa. Ontario, Canada by William Saunders, William Tyrrell Macoun, Ottawa, Ontario: BiblioLife This is a reproduction of a book published before 1923.
- Experimental Farms Service (30 липня 2010), Guide To Central Experimental Farm: Ottawa, Ontario, Canada by Canada Experimental Farms Service, Ottawa, Ontario: Nabu Press This is a reproduction of a book published before 1923.
- Smith, Helen; Bramley, Mary (1996), Ottawa's farm : a history of the Central Experimental Farm, General Store Pub. House, ISBN 1-896182-62-3, архів оригіналу за 16 лютого 2022, процитовано 24 лютого 2022